# Храм Димитрия Донского в Садовниках
Храм Святого Благоверного Князя Димитрия Донского в Садовниках (Дмитровская церковь) — деревянный православный храм в районе Нагатино-Садовники города Москвы. Относится к Донскому благочинию Московской епархии Русской православной церкви.
Настоятель храма — иерей Максим Тогубицкий.

## История
До революции рядом с местом, где стоит новый храм, находилась одноимённая церковь, построенная в воспоминание об остановке войска Дмитрия Донского в Коломенском на обратном пути с Куликова поля. После 1917 года храм был разрушен.
Только после распада СССР, в 1993 году, была зарегистрирована православная община и установлен крест на месте, где стоял прежний храм. В 2001 году недалеко от креста началось строительство деревянной часовни, которая была сооружена в мае этого же года.
В 2003 году был назначен настоятель храма-часовни — священник Георгий Соседов. В 2004 году — построен алтарь. 1 января 2005 года совершилась первая Божественная Литургия и храм был освящён благочинным Даниловского округа — протоиереем Геннадием Бороздиным. Также в 2005 году при храме была поставлена отдельно стоящая звонница.
В ночь с 18 на 19 августа 2009 года неизвестными был совершён поджёг алтаря. Пожар был потушен, алтарь восстанавливали заново.
2 января 2016 года новым настоятелем был назначен иерей Андрей Бессарабов.
28 февраля 2019 года после тяжёлой и продолжительной болезни отошёл ко Господу первый настоятель храма — заштатный священник Георгий Соседов.
12 октября 2020 года исполняющим обязанности настоятеля храма назначен иерей Максим Тогубицкий.

## Фотографии

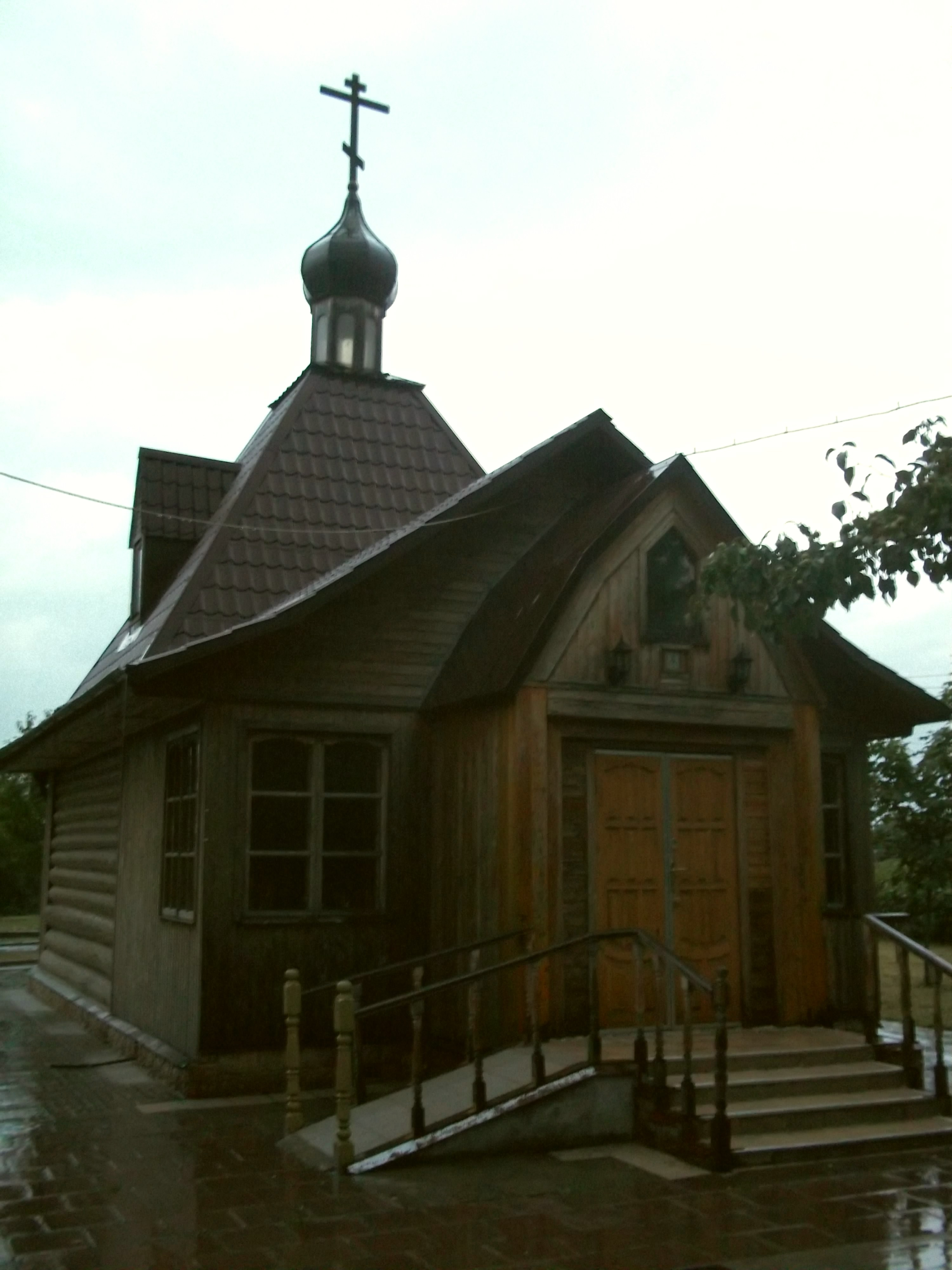
Вход в храм
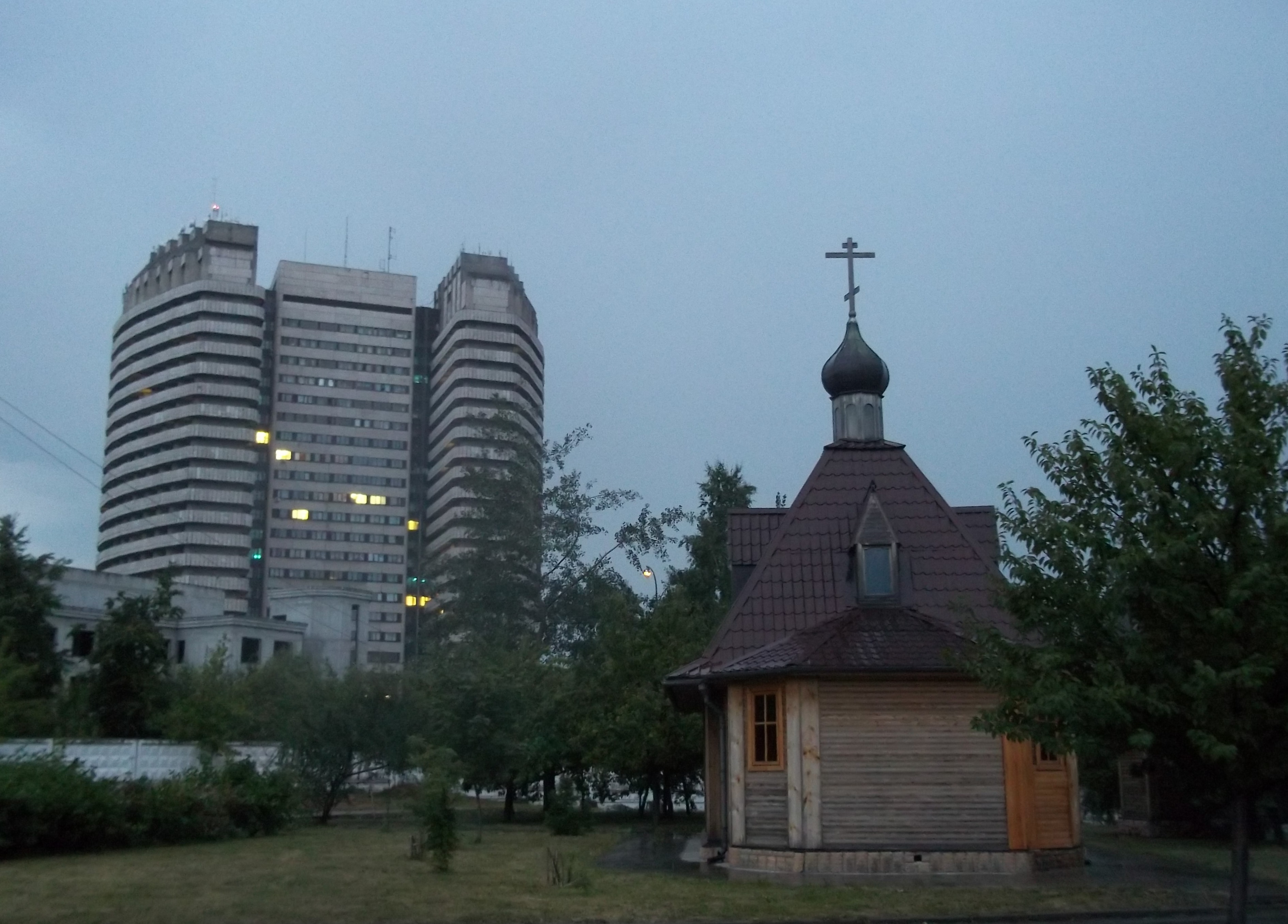
Вид на храм со стороны парка (на заднем плане - онкоцентр на Каширке)
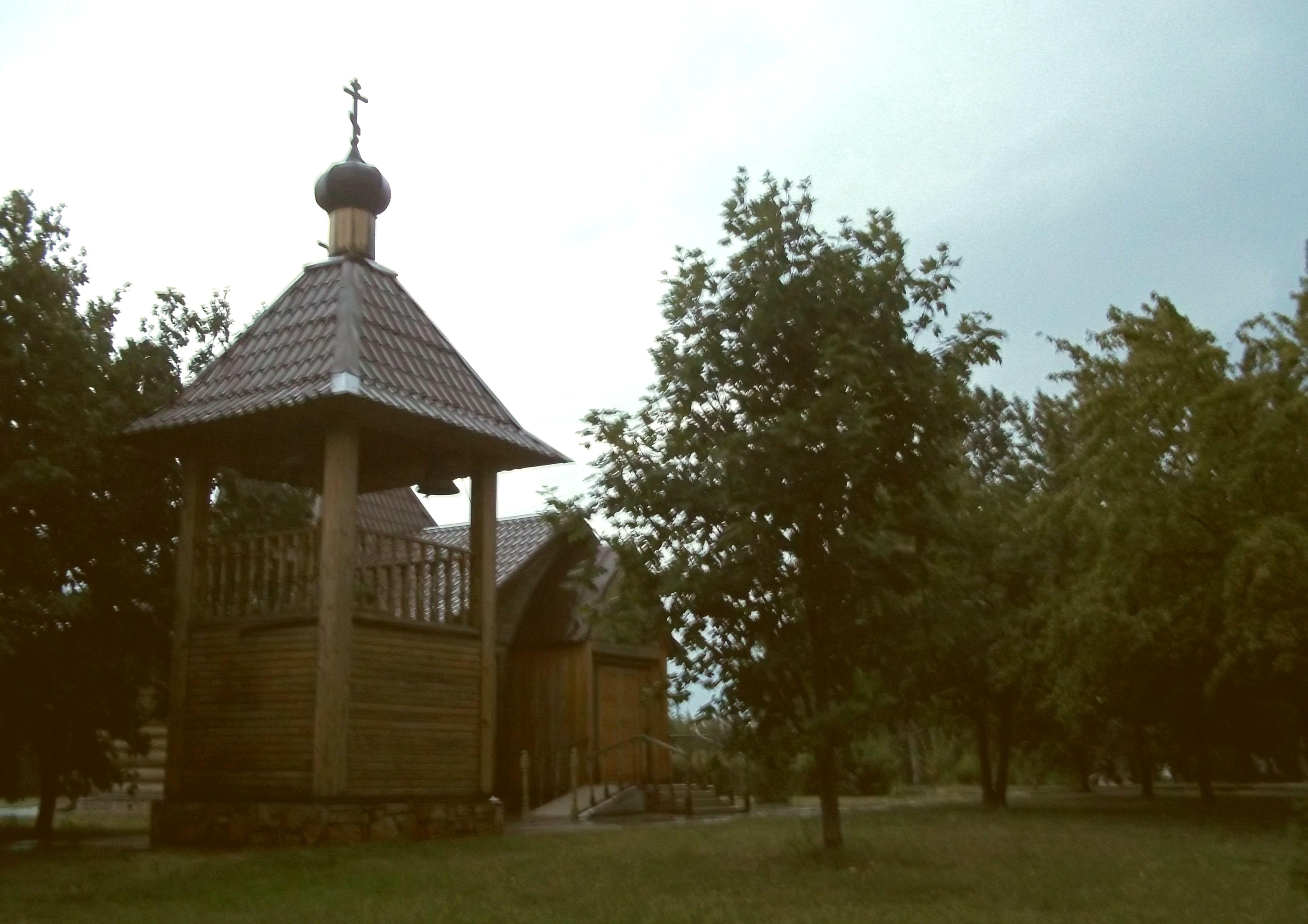
Звонница
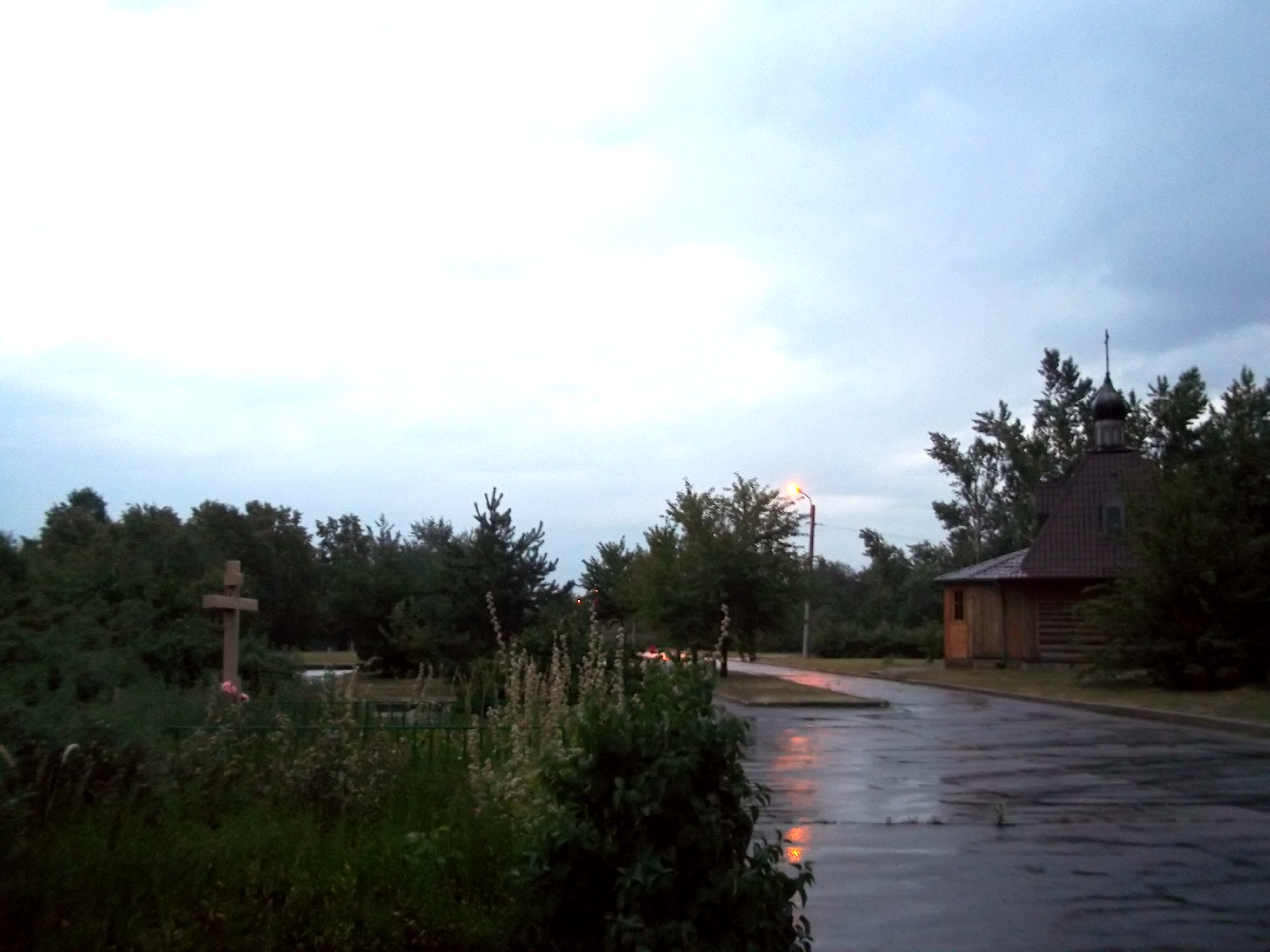
Храм и крест (место строительства каменного храма)
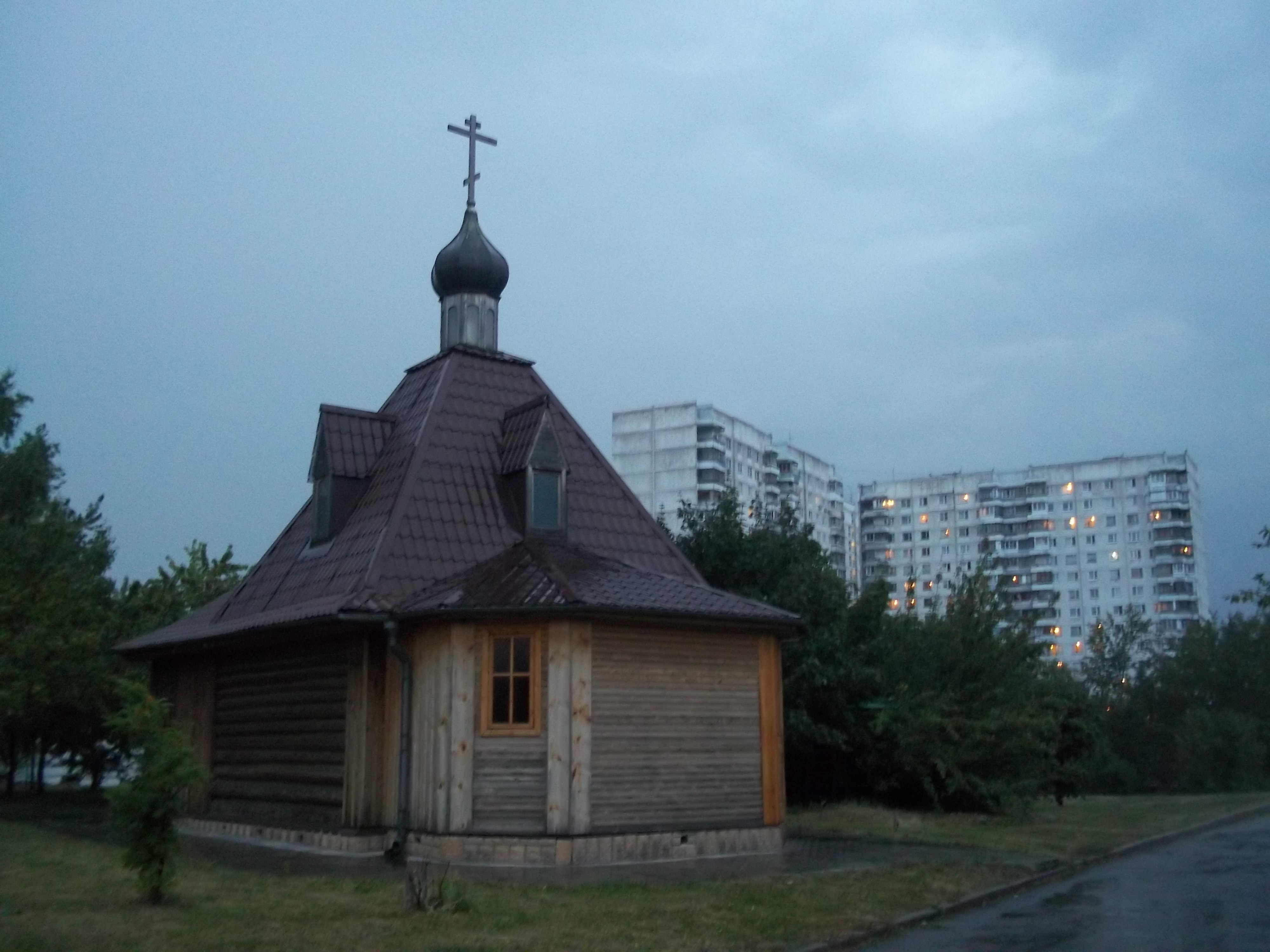
Вид на храм со стороны парка